# Vienne-en-Val
Vienne-en-Val és un municipi francès, situat al departament del Loiret i a la regió de Centre – Vall del Loira. L'any 2007 tenia 1.715 habitants.

## Demografia

### Població
El 2007 la població de fet de Vienne-en-Val era de 1.715 persones. Hi havia 615 famílies, de les quals 106 eren unipersonals (49 homes vivint sols i 57 dones vivint soles), 212 parelles sense fills, 273 parelles amb fills i 24 famílies monoparentals amb fills.
La població ha evolucionat segons el següent gràfic:
Habitants censats

### Habitatges
El 2007 hi havia 706 habitatges, 633 eren l'habitatge principal de la família, 44 eren segones residències i 28 estaven desocupats. 692 eren cases i 11 eren apartaments. Dels 633 habitatges principals, 550 estaven ocupats pels seus propietaris, 70 estaven llogats i ocupats pels llogaters i 13 estaven cedits a títol gratuït; 3 tenien una cambra, 19 en tenien dues, 63 en tenien tres, 156 en tenien quatre i 392 en tenien cinc o més. 555 habitatges disposaven pel capbaix d'una plaça de pàrquing. A 201 habitatges hi havia un automòbil i a 401 n'hi havia dos o més.

### Piràmide de població
La piràmide de població per edats i sexe el 2009 era:
| Homes | Edats   | Dones |
| ----- | ------- | ----- |
| 0     | 95 o +  | 0     |
| 4     | 90 a 94 | 8     |
| 0     | 85 a 89 | 16    |
| 0     | 80 a 84 | 8     |
| 8     | 75 a 79 | 16    |
| 44    | 70 a 74 | 32    |
| 28    | 65 a 69 | 28    |
| 32    | 60 a 64 | 36    |
| 44    | 55 a 59 | 24    |
| 32    | 50 a 54 | 72    |
| 104   | 45 a 49 | 72    |
| 56    | 40 a 44 | 80    |
| 44    | 35 a 39 | 36    |
| 68    | 30 a 34 | 72    |
| 24    | 25 a 29 | 44    |
| 68    | 20 a 24 | 44    |
| 60    | 15 a 19 | 60    |
| 48    | 10 a 14 | 44    |
| 60    | 5 a 9   | 48    |
| 56    | 0 a 4   | 28    |

## Economia
El 2007 la població en edat de treballar era de 1.124 persones, 882 eren actives i 242 eren inactives. De les 882 persones actives 844 estaven ocupades (434 homes i 410 dones) i 38 estaven aturades (21 homes i 17 dones). De les 242 persones inactives 86 estaven jubilades, 95 estaven estudiant i 61 estaven classificades com a «altres inactius».

### Ingressos
El 2009 a Vienne-en-Val hi havia 673 unitats fiscals que integraven 1.825 persones, la mediana anual d'ingressos fiscals per persona era de 21.333 €.

### Activitats econòmiques
Dels 61 establiments que hi havia el 2007, 1 era d'una empresa alimentària, 1 d'una empresa de fabricació d'altres productes industrials, 9 d'empreses de construcció, 14 d'empreses de comerç i reparació d'automòbils, 3 d'empreses de transport, 5 d'empreses d'hostatgeria i restauració, 1 d'una empresa d'informació i comunicació, 1 d'una empresa financera, 3 d'empreses immobiliàries, 8 d'empreses de serveis, 9 d'entitats de l'administració pública i 6 d'empreses classificades com a «altres activitats de serveis».
Dels 18 establiments de servei als particulars que hi havia el 2009, 1 era una oficina de correu, 3 tallers de reparació d'automòbils i de material agrícola, 1 paleta, 3 guixaires pintors, 2 fusteries, 2 electricistes, 1 perruqueria, 3 restaurants, 1 agència immobiliària i 1 saló de bellesa.
Dels 4 establiments comercials que hi havia el 2009, 1 era un supermercat, 1 una botiga de menys de 120 m², 1 una fleca i 1 una joieria.
L'any 2000 a Vienne-en-Val hi havia 26 explotacions agrícoles que ocupaven un total de 1.001 hectàrees.

## Equipaments sanitaris i escolars
L'únic equipament sanitari que hi havia el 2009 era una farmàcia.
El 2009 hi havia una escola elemental.

## Poblacions més properes
El següent diagrama mostra les poblacions més properes.